# Toni Brunner
Toni Brunner, född 23 augusti 1974 i Wattwil i Sankt Gallen, är en schweizisk jordbrukare som är ordförande i Schweiziska folkpartiet och ledamot i Nationalrådet.
År 1995 valdes han som den yngsta någonsin in i det federala parlamentet. Förutom att arbeta som bonde driver han även en webbradiostation, avsedd för landets bönder.
Den 1 mars 2008 efterträdde han Ueli Maurer som ordförande för partiet på nationell nivå. Brunner står nära partiets förgrundsfigur, Christoph Blocher, som är verksam som en av partiets flera viceordförande.